# Sciaromiella
Sciaromiella là một chi rêu trong họ Amblystegiaceae.